# Sv. Vid (Vuzenica)
Sv. Vid (Duits: Sankt Veit) is een plaats in Slovenië en maakt deel uit van de gemeente Vuzenica in de NUTS-3-regio Koroška. De plaats telde 426 inwoners op 1 januari 2020.

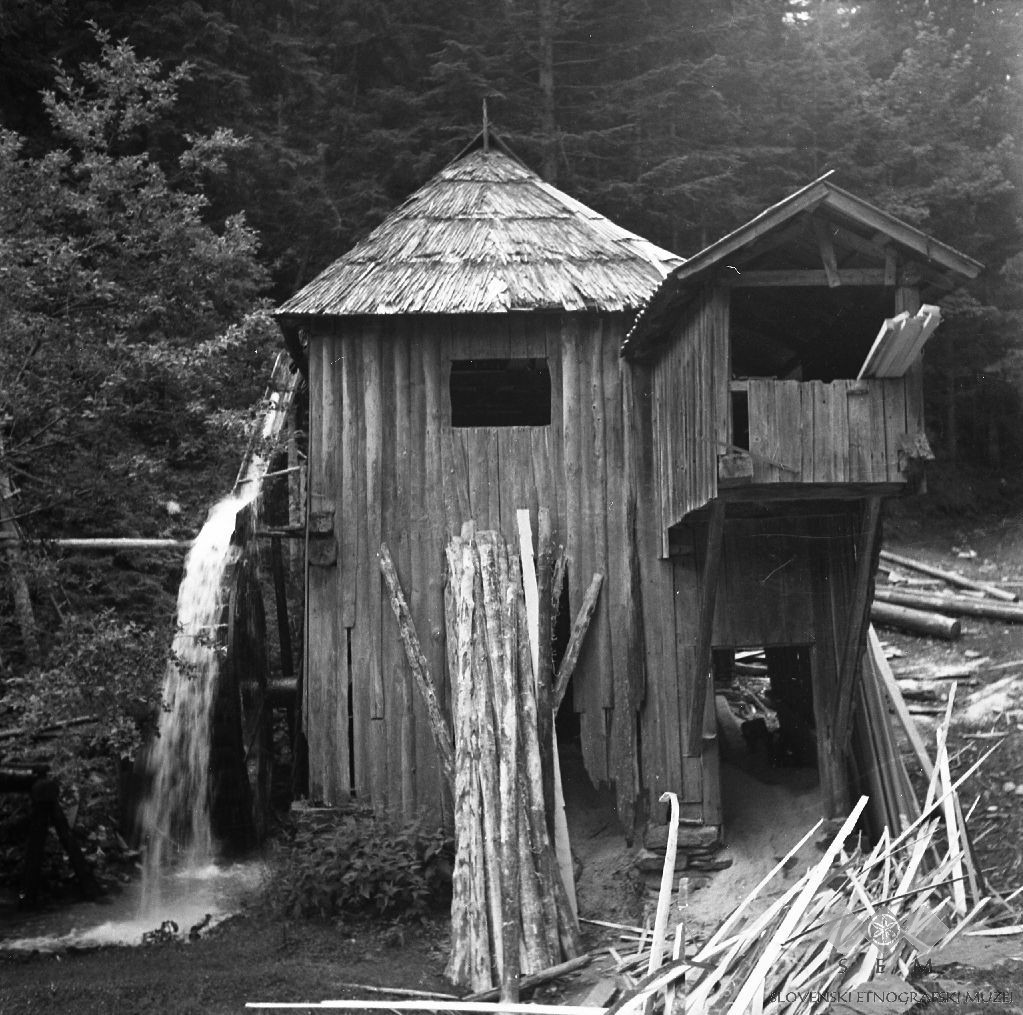
Houten watermolen